# Sása
Sása es un municipio del distrito de Revúca en la región de Banská Bystrica, Eslovaquia, con una población estimada a final del año 2024 de 220 habitantes.
Se encuentra ubicado al este de la región, en la cuenca hidrográfica del río Sajó —un afluente derecho del río Tisza— y cerca de la frontera con la región de Košice.

## Demografía
| Año        | 1994 | 2004    | 2014     | 2024     |
| ---------- | ---- | ------- | -------- | -------- |
| Población  | 126  | 137     | 183      | 220      |
| Diferencia |      | +8,73 % | +33,57 % | +20,21 % |

| Año        | 2023 | 2024    |
| ---------- | ---- | ------- |
| Población  | 214  | 220     |
| Diferencia |      | +2,80 % |